# Ľuboriečka
Ľuboriečka (bis 1927 slowakisch „Luboriečka“; ungarisch Kislibercse) ist eine Gemeinde im Süden der Slowakei mit 150 Einwohnern (Stand 31. Dezember 2024). Sie gehört zum Okres Veľký Krtíš, einem Kreis des Banskobystrický kraj.

## Geographie

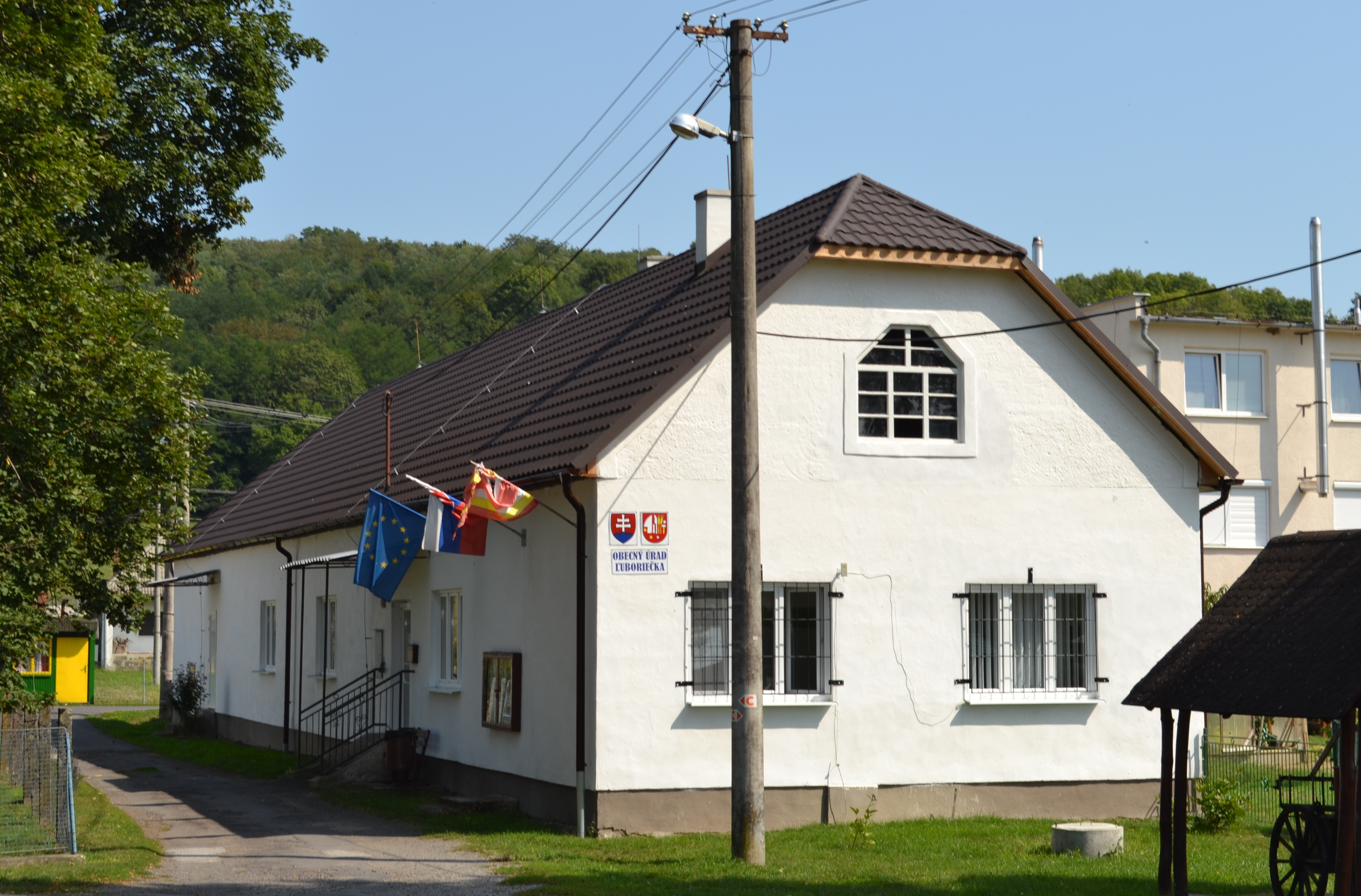
Gemeindeamt von Ľuboriečka

Die Gemeinde befindet sich am Ostrand des Talkessels Ipeľská kotlina im Tal des Baches Ľuboreč, eines Nebenflusses von Tisovník im Einzugsgebiet des Ipeľ. Das Ortszentrum liegt auf einer Höhe von 195 m n.m. und ist 19 Kilometer von Veľký Krtíš entfernt.
Nachbargemeinden sind Ľuboreč im Norden, Veľká nad Ipľom im Nordosten, Trenč im Osten und Südosten, Muľa im Süden und Dolná Strehová im Westen.

## Geschichte
Ľuboriečka wurde zum ersten Mal 1335 als Leberchee (nach anderen Quellen schon 1271 als Lyberche) schriftlich erwähnt und lag zuerst in der Herrschaft der Burg Šomoška. Zwischen 1554 und 1593 stand das Gebiet unter türkischer Besetzung, ab der ersten Hälfte des 17. Jahrhunderts bis 1670 war das Dorf verwüstet. Die Ansiedlungen waren zwischen den Herrschaften Blauenstein und Divín geteilt. 1828 zählte man 63 Häuser und 510 Einwohner, die als Landwirte beschäftigt waren.
Bis 1918/1919 gehörte der im Komitat Neograd liegende Ort zum Königreich Ungarn und kam danach zur Tschechoslowakei beziehungsweise heute Slowakei. 1921 wurde ein Teil des Großguts des Freiherrn Buthler parzelliert.

## Bevölkerung
| Jahr                | 1994 | 2004     | 2014     | 2024    |
| ------------------- | ---- | -------- | -------- | ------- |
| Anzahl der Personen | 129  | 180      | 143      | 150     |
| Unterschied         |      | +39,53 % | −20,55 % | +4,89 % |

| Jahr                | 2023 | 2024    |
| ------------------- | ---- | ------- |
| Anzahl der Personen | 154  | 150     |
| Unterschied         |      | −2,59 % |

Gemäß der Volkszählung 2011 wohnten in Ľuboriečka 157 Einwohner, davon 143 Slowaken, sechs Ukrainer sowie jeweils ein Magyare und Rom. Sechs Einwohner machten keine Angabe zur Ethnie.
105 Einwohner bekannten sich zur römisch-katholischen Kirche, 15 Einwohner zur Evangelischen Kirche A. B., sechs Einwohner zur orthodoxen Kirche und ein Einwohner zur griechisch-katholischen Kirche. 17 Einwohner waren konfessionslos und bei 13 Einwohnern wurde die Konfession nicht ermittelt.

## Bauwerke
- Glockenturm, gegen 1800 errichtet